# Guillaume Ier de Hainaut
Pour les articles homonymes, voir Guillaume Ier et Guillaume III.
Guillaume Ier de Hainaut, dit le Bon, né vers 1286, mort à Valenciennes le 7 juin 1337, est comte de Hainaut, de Hollande (sous le nom de Guillaume III) et de Zélande de 1304 à 1337. Il est fils de Jean Ier, comte de Hainaut, de Hollande et de Zélande, et de Philippa de Luxembourg.

## Biographie
Jeune, il prend une part active aux luttes de sa famille contre la lignée rivale de Dampierre, qui possédait le comté de Flandre. Il élimine notamment les troupes flamandes qui étaient venues en aide aux Zélandais révoltés, et soumet ce comté. Son frère aîné Jean étant mort en 1302 à la bataille de Courtrai, il devient l'héritier des comtés de Hainaut, de Hollande et de Zélande. En 1304, il est occupé à repousser de Hollande Gui de Namur, un des vainqueurs de la bataille de Courtrai. La mort de son père le rappelle dans le Hainaut.
En 1304, il participe au siège de Schoonhoven pour l'obtention du titre de comte de Zélande face au comte de Flandre, Guy de Dampierre.
Devenu comte, il met fin aux abus du clergé et de la noblesse en matière de levée d'impôts. Le 21 mars 1322, il accorde ainsi aux habitants de Genly le privilège d’être régis par une loi conforme à celle de Mons.
En 1314, il signe avec le roi de France une alliance défensive et offensive contre le comte de Flandre.
En 1326, il aide également la reine d'Angleterre Isabelle de France à monter une expédition contre le roi Édouard II et ses favoris, les Despenser. À l'occasion, le futur roi Édouard III est fiancé à Philippa de Hainaut, sa fille.
En 1328, il aide le roi de France Philippe de Valois, au couronnement duquel il avait assisté plus tôt dans l'année, à soumettre les flamands révoltés et combat à la bataille de Cassel. 
En 1329, il compte se rendre en Avignon, auprès du pape, mais Jean XXII lui fait savoir que sa visite n'est pas souhaitée. Guillaume interrompt son voyage à Clermont, en Auvergne.
En 1334, il réussit à négocier la paix entre Louis de Nevers et le duc de Brabant Jean III alors en guerre depuis deux ans.
Au début de la guerre de Cent Ans, dans un premier temps, il essaye de temporiser face aux projets de son gendre Édouard, roi d'Angleterre depuis 1327, qui lui avait demandé son aide. En 1337, il passe un pacte avec le comte de Flandre  et le duc de Brabant : chacun des trois s'engage à ne faire la paix ou la guerre que d'un commun accord. Il prend finalement le parti de son gendre, malgré le refus du comte de Flandre, contre son beau-frère le roi de France Philippe VI de Valois. Il forme une coalition avec le roi d'Angleterre, le duc de Brabant, le duc de Gueldre, l'archevêque de Cologne et le comte de Juliers. Mais il meurt peu après.
Sa fille, Philippa de Hainaut, commande en 1339 au poète Jean de Le Mote un poème en son honneur : Le Regret Guillaume comte de Hainaut, qui associe plainte funèbre et allégorie des vertus du comte.
Jeanne de Valois, sa veuve, va tenter de réconcilier son frère le roi et son gendre mais échoue. Elle se retire alors dans un couvent, l'Abbaye de Fontenelle.

## Mariage et enfants
Il épouse le 19 mai 1305 Jeanne de Valois († 1352) fille de Charles de France, comte de Valois, d'Anjou, de Maine, d'Alençon, etc... et de Marguerite d'Anjou, nièce du roi Philippe IV le Bel. Ils ont :
- Jean, mort en 1316 ;
- Guillaume II (1317 - † 1345), comte de Hainaut, de Hollande et de Zélande ;
- Marguerite (1311 - † 1356), comtesse de Hainaut, de Hollande et de Zélande, mariée à Louis IV de Bavière, empereur romain germanique ;
- Philippa (v. 1314 - † 1369), mariée en 1328 à Édouard III , roi d'Angleterre ;
- Jeanne (v. 1315 - † 1374), mariée en 1334 à Guillaume V (° 1315 - † 1362), duc de Juliers ;
- Agnès, morte après 1327 ;
- Isabelle (v. 1323 - † 1361), mariée en 1354 à Robert de Namur (v. 1325 - † 1391), seigneur de Beaufort-sur-Meuse ;
- Louis (1325 - † 1328).

Une certaine Mathilde de Luwembergh, abbesse du chapitre noble de Nivelles, est mentionnée dans les annales comme fille de Guillaume le Bon.